# Carcaci
Carcaci è una frazione del comune di Centuripe, da cui dista circa 12 chilometri. Fino al 1876 ha costituito un comune autonomo. 

## Storia
La prima testimonianza della presenza umana nel luogo risale all'XI secolo, quando i normanni, venuti in Sicilia, nel 1061 qui si accamparono per organizzare la presa di Centuripe. A quell'epoca risale la prima costruzione di cui si ha testimonianza: una torre quadrangolare successivamente inglobata in altri edifici.
Il primo feudatario di Carcaci fu Giovanni de Raynero nel 1200 circa.
Nel 1453 Giovanni Spatafora ebbe l'investitura dal re Alfonso della baronia di Carcaci. Sul finire del XVI secolo vennero realizzati dei lavori idraulici per opera del barone Ruggero Romeo.
Successivi feudatari di Carcaci furono Nicola Mancuso nel 1602 e Gonsalvo Romeo Gioieni nel 1630. Questi ottenne nel 1631 la
licentia populandi e fondò il borgo. 
In seguito, Carcaci passò alla famiglia Paternò Castello che da allora si tramanda il titolo di « duca di Carcaci ». La principale risorsa economica di Carcaci fu la coltivazione del riso, ma si coltivavano anche canapa e lino. Il borgo venne realizzato con pianta regolare e con gusto barocco spagnoleggiante: venne realizzato un monumentale ingresso, una chiesa, dedicata a santa Domenica, ormai in stato di abbandono, un castello.
Nel 1818 con l'abolizione della feudalità Carcaci, che all'epoca contava 150 abitanti, divenne comune autonomo del Regno delle Due Sicilie.
Nel 1860 venne posto, assieme a Catenanuova, nel mandamento di Centuripe. Successivamente, il comune di Carcaci (all'epoca, nel distretto di Nicosia, incluso nel territorio della provincia di Catania) fu declassato a « frazione », poiché venne aggregato a quello di Centuripe con reale decreto n.2849 del 28 novembre 1875.
La frazione fu abitata fino alla metà del XX secolo (1950) da grossi allevatori di bestiame provenienti da Tortorici.

## Curiosità
Carcaci si trova nei pressi del settecentesco Acquedotto Biscari di Adrano. 
Si raggiunge percorrendo la vecchia strada statale 121 da Adrano in direzione di Centuripe-Regalbuto-Enna, all'altezza degli obelischi del ponte Maccarrone che attraversa il fiume Simeto che collega le provincie di Catania ed Enna; quindi, intercettando una deviazione una volta imboccata la strada statale 575 per Troina, superato un piccolo ponte ferroviario.

## Infrastrutture e trasporti

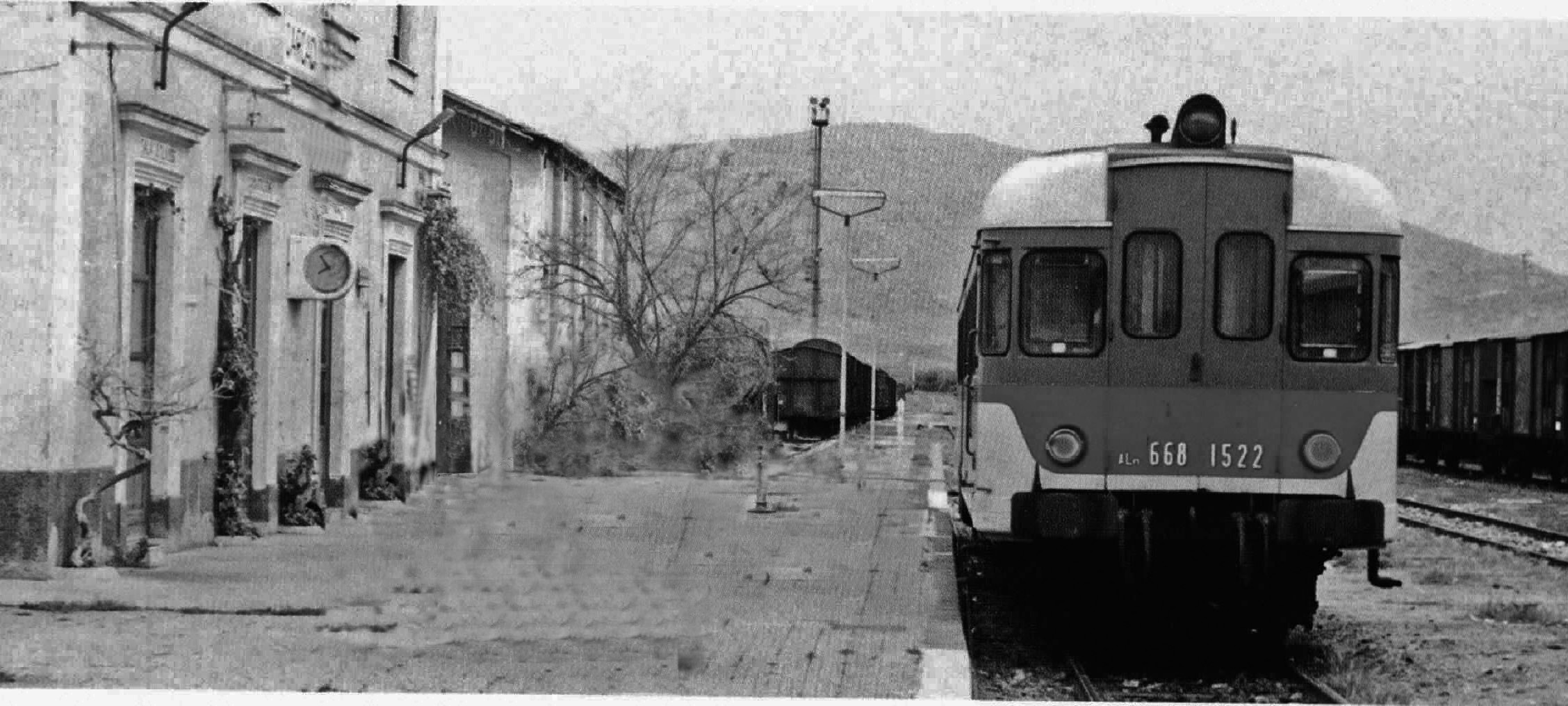
Stazione ferroviaria di Carcaci nel 1975

Dal 18 agosto 1952, con l'apertura della seconda parte della linea ferroviaria Motta-Regalbuto, Carcaci ebbe la sua stazione ferroviaria da cui, nel periodo tra ottobre e maggio, partivano quotidianamente treni merci carichi di agrumi. La stazione venne definitivamente chiusa il 31 dicembre 1986 assieme alla tratta di linea fino a Paternò.